# (32004) 2000 HR51
2000 HR51 (asteroide 32004) é um asteroide da cintura principal. Possui uma excentricidade de 0.20318590 e uma inclinação de 2.16324º.
Este asteroide foi descoberto no dia 29 de abril de 2000 por LINEAR em Socorro.